# La Madeleine (kerk)
La Madeleine is een van de bekendste kerken van Parijs. De kerk in het 8e arrondissement is gewijd aan Maria Magdalena. Het gebouw is ontworpen in een neoclassicistische stijl.

## Geschiedenis
Op de plaats van La Madeleine bestond sinds de 12e eeuw een kapel gewijd aan Maria Magdalena; bisschop Mauritius van Sully had de synagoge van Parijs omgebouwd tot een kapel. Op 3 april 1764 werd de eerste steen gelegd voor een nieuwe kerk. De onafgewerkte kerk werd verkocht tijdens de Franse Revolutie. Napoleon wilde er een tempel bouwen ter ere van zijn soldaten. In 1806 werd de bouw hervat en in 1842 werd zij beëindigd. Maar toen had het gebouw geen bestemming meer. Het werd in 1845 opnieuw een kerk voor de parochie L'Élysée. Het is vooral de rijkere bevolking die hier naar de hoogmis gaat. Het plein rond deze kerk (place de la Concorde) is ook het centrum van de rijkere buurten. Het plein is omgeven door dure restaurants en exclusieve winkels. 

## Kenmerken
Het gebouw heeft het uiterlijk van een Griekse tempel, omringd door een rij van 52 Korinthische zuilen van twintig meter hoog. Op het fronton is een bas-reliëf van Henri Lemaire aangebracht, dat het laatste oordeel voorstelt. Het interieur is overdadig. Het hoogaltaar heeft een mozaïek dat de eerste bisschoppen van Gallië toont en een fresco met de geschiedenis van het christendom. De kerk heeft een presidentiële tribune nabij het hoogaltaar. 

### Orgel
In deze kerk staat een orgel (bouwjaar 1846) van de hand van de orgelbouwer Aristide Cavaillé-Coll, dat decennialang bespeeld werd door de bekendste organisten van Frankrijk. De orgelkast is gebouwd in Italiaanse renaissancestijl. Het bevat sinds de renovatie in 2003 62 registers, verdeeld over vier manualen en pedaal.

## Varia
Op zaterdag 9 december 2017 werd hier de uitvaartmis voor Johnny Hallyday gehouden, mede voorgegaan door priester Gilbert, met een toespraak van president Macron, in aanwezigheid van de oud-presidenten Sarkozy en Hollande.
Sainte-Chapelle · Notre-Dame van Parijs · Notre-Dame-du-Perpétuel-Secours · Sacré-Cœur · Saint-Denys de la Chapelle · Saint-Étienne-du-Mont · Saint-Eustache · Saint-Germain-des-Prés · Saint-Germain-l'Auxerrois · Saint-Gervais-Saint-Protais · Saint-Julien-le-Pauvre · Saint-Martin-des-Champs · Saint-Merri · Saint-Pierre de Montmartre · Saint-Séverin · Saint-Sulpice · La Madeleine · Basiliek van Saint-Denis · Saint-Louis-des-Invalides · Saint-Louis-en-l'Île · Saint-Nicolas-des-Champs · Saint-Roch · Sainte-Trinité · Saint-Vincent-de-Paul · Val-de-Grâce

- Gemeinsame Normdatei: 4226000-0
- MusicBrainz: 7590bd44-cca6-45e7-b475-379926320b81
- Virtual International Authority File: 239543387